# Alles al
Alles al is een lied van de Nederlandse zangers Snelle en Jonna Fraser. Het werd in 2023 als single uitgebracht en stond in hetzelfde jaar als tiende track op het album Achtentwintig van Snelle.

## Achtergrond
Alles al is geschreven door Lars Bos, Jonathan Jeffrey Grando, Delano Ruitenbach en Roy Beukers en geproduceerd door Jimmy Huru. Het is een nummer uit het genre nederpop. In het lied zingen  de artiesten over een ex-geliefde, die de liedverteller heeft verlaten en achteraf spijt heeft. De liedverteller zegt wat zij allemaal mist. Het is de eerste keer dat de artiesten met elkaar samenwerken. De samenwerking is tot stand gekomen via producer Jimmy Huru, die eerder al voor beide nummer produceerde. Snelle vertelde over de samenwerking dat hij al een tijd fan was van Fraser en daarom er erg trots was.

## Hitnoteringen
De artiesten hadden succes met het lied in de hitlijsten van Nederland. Het stond op de 51e plaats van de Single Top 100 in de enige week dat het in deze lijst te vinden was. De Top 40 werd niet bereikt; het lied bleef steken op de achttiende plaats van de Tipparade.